# Aarhus Stift
Aarhus Stift er et stift i Østjylland med bispesæde i Aarhus. 

## Provstier
Stiftet indeholder flg. provstier:
- Århus Domprovsti
- Århus Nordre Provsti
- Århus Søndre Provsti
- Århus Vestre Provsti
- Hobro-Mariager Provsti
- Randers Søndre Provsti
- Randers Nordre Provsti
- Favrskov Provsti
- Norddjurs Provsti
- Syddjurs Provsti
- Odder Provsti
- Silkeborg Provsti
- Skanderborg Provsti
- Horsens Provsti

Provstier før 2007:
- Ebeltoft-Rosenholm-Rønde Provsti
- Frijsenborg Provsti
- Gjern-Galten-Hørning Provsti
- Grenå-Nørre Djurs Provsti
- Hobro-Purhus Provsti
- Horsens-Gedved Provsti
- Mariager-Nørhald Provsti
- Randers-Hadsten Provsti
- Rougsø-Sønderhald-Midtdjurs Provsti
- Silkeborg-Ry Provsti
- Skanderborg-Odder Provsti
- Them-Nørre Snede-Brædstrup Provsti
- Århus Dom-Samsø-Tunø Provsti

## Stiftamtmænd
- 1702 – 1725: Christian Ludvig von Plessen
- 1726 – 1740: Poul Vendelbo Løvenørn
- 1740 – 1747: Jacob Benzon
- 1763 - 1780: Peder Rosenørn
- 1784 – 1802: Ove Høegh-Guldberg
- 1804 – 1820: Frederik Julius Christian Güldencrone
- 1828 – 1858: Carl Gustav Rosenørn
- 1858 – 1868: Torkild Christian Dahl
- 1870 – 1894: Theodor August Jes Regenburg
- 1894 - 1895: (Napoleon Michael) Anthonius Krieger (konstitueret)
- 1895 - 1915: Kammerherre Carl Wilhelm Johannes Dreyer
- 1915 - 1926: Kammerherre Hans Carl Dons
- 1926 - 1951: Valdemar Hvidt[1]